# Jinneng Holdings Group
Datong Coal Mine ou Datong Coal Mining Group est une entreprise charbonnière chinoise, basée à Datong. Elle serait la troisième plus grande entreprise du secteur en Chine.